# Ubiratan Pereira Maciel
Ubiratan Pereira Maciel (ur. 18 stycznia 1944 w São Paulo, zm. 17 lipca 2002 w Brasílii) – brazylijski koszykarz, występujący na pozycjach skrzydłowego oraz środkowego, olimpijczyk, mistrz świata z 1963 roku, pięciokrotny mistrz Ameryki Południowej.

## Osiągnięcia

### Zespołowe
- Mistrz:
  - Brazylii (1965, 1966, 1969, 1977, 1981)
  - klubowy Ameryki Południowej (1964, 1969)
  - São Paulo (1964, 1965, 1966, 1968, 1969, 1974, 1980, 1981)
- Wicemistrz:
  - klubowy Ameryki Południowej (1977, 1981)
  - São Paulo (1967, 1975, 1976)

### Indywidualne
- Wybrany do:
  - grona 50 najlepszych zawodników w historii FIBA (1991)
  - Galerii Sław Koszykówki FIBA (2009)[1]
  - Koszykarskiej Galerii Sław im. Jamesa Naismitha (2010)[2]
- Order Merita FIBA (1994)

### Reprezentacja
Drużynowe
- Mistrz:
  - świata (1963)[2]
  - Ameryki Południowej (1963, 1968, 1971, 1973, 1977)[2]
- Wicemistrz:
  - świata (1970)[1]
  - Ameryki Południowej (1976)[1]
  - igrzysk panamerykańskich (1963)[1]
- Brązowy medalista:
  - mistrzostw świata (1967, 1978)[1]
  - olimpijski (1964)[2]
  - igrzysk panamerykańskich (1975, 1979)[1]
- Uczestnik:
  - igrzysk olimpijskich (1964, 1968 – 4. miejsce, 1972 – 7. miejsce)[1]
  - mistrzostw świata (1963, 1967, 1970, 1974 – 6. miejsce, 1978)[1]

Indywidualne
- Zaliczony do I składu mistrzostw świata (1970)
- Lider igrzysk olimpijskich w zbiórkach (1972)